# Jézus szíve kilátó
A Jézus szíve kilátó (vagy egyszerűen Jézus-szobor; teljes nevén Fényt hozó Krisztusunk) egy Jézust ábrázoló műalkotás  Farkaslaka, Székelyszentlélek és Bogárfalva falvak határában, a Romániához tartozó Székelyföldön, Hargita megyében. A 958 méter magas Gordon-tetőn elhelyezkedő szobor kilátóként is funkcionál. Az alkotás legfőbb alapanyaga rozsdamentes acél, és egy két méteres betontalapzaton áll.
A Zavaczki Walter szobrászművész tervei alapján készült Jézus-ábrázolást 2011 decemberében állították fel, és 2013. augusztus 17.-én avatták fel. A szobor fejrészébe csigalépcső vezet. 22 méteres magasságával Kelet-Európa legmagasabb Krisztus-ábrázolásának számít. A monumentális Jézus-szobrot számos kritika éri kinézete, méretei és anyaga miatt.

## Fekvése
A szobor a romániai Hargita megyében, Farkaslaka és Székelyszentlélek települések között található; a 953 méteres tengerszint feletti magasságú Gordon-tetőn állították fel. A műalkotás a Parajdot Székelyudvarhellyel összekötő DN 13A főútról, Székelyszentlélek irányából közelíthető meg kavicsos úton. Farkaslakán jobbra, majd a Bogárfalvánál található eltérőnél jobbra kell térni, hogy el lehessen jutni a néhány kilométer hosszúságú földúthoz, mely a Krisztus-szoborhoz vezet.

## Építése és története
A szobor megépítését és környezetének rendbetételét is magába foglaló projekt részleteit a Protemp Alapítvány dolgozta ki, valamint szorgalmazta a tervek létrejöttét. Az alkotás helyét egy bogárfalvi vállalkozó jelölte ki. A beruházás megépítési költségének összege mintegy 200 000 euró volt, mely a Gordon Kft., több vállalkozó és magánszemély, valamint Farkaslaka önkormányzatának a jóvoltából gyűlt össze. Az alkotás terveinek elkészítésére Zavaczky Walter Levente szobrászművészt kérték fel. A szobor alapját a nyikómalomfalvi Laszlo Constr. Kft. készítette, a fémvázon a székelyudvarhelyi NYKO Kft. munkásai dolgoztak. A tervezési munkálatokat a székelyudvarhelyi Severimpex Kft. végezte el.
A szobor maga 2011 nyarán készült el, felavatásának idejét augusztus 21-ére tűzték ki. Ennek ellenére még mielőtt a hivatalos átadás megtörténhetett volna, a Hargita Megyei Főépítészi Hivatal keretei között működő konzultatív testület augusztus elején tiltakozását fejezte ki egy általa kibocsátott közleményben, miszerint az építés alatt álló Krisztus-kilátó „tájidegen, és már-már kimeríti a giccs fogalmát”. A tiltakozásra és az engedélyek megvonására hivatkozva az átadás idejét elhalasztották.
Az urbanisztikai tervet a projekt kezdeményezői 2011 novemberében nyújtották be. A szobor elhelyezési munkálatai hivatalosan november 28-án kezdődtek el újra. A szoborra vonatkozó építési engedélyeket jogi kiskapu segítségével oldották meg úgy, hogy a kilátó területét belterületté nyilvánították, így csak a farkaslaki polgármesteri hivatalnak kellett kiadnia építési engedélyt, mivel a megrendelő a székelyszentléleki közbirtokosság volt. Ennek a lépésnek köszönhetően december 13-ára végleg felállították jelenlegi helyére az alkotást. Albert Mátyás, Farkaslaka polgármestere így fogalmazott az építés körüli problémákról: „Kicsit időigényes volt az építés, főként, hogy nyáron az engedélyek hiánya miatt le is kellett állítani, de hál' istennek most már minden rendeződött.”
A felavatás 2013. augusztus 17-én történt. Az ünnepélyes átadás előtt rendbe tették a szobor környezetét, javították a kilátó felé vezető földutat, gyalogos sétányt alakítottak ki,  terméskővel burkolták az alapzatot, parkot és gépjármű-parkoló építettek a környéken. Az avatáson részt vett Soltész Miklós, a magyarországi Emberi Erőforrások Minisztériumának szociális és családügyért felelős államtitkára, Kovács Lehel, Farkaslaka polgármestere, Tamás József csíkszeredai római-katolikus püspök és több ezer érdeklődő.

## Leírása
Már az eredeti látványtervekből is kimutatható, hogy a monumentális méretekkel rendelkező fémszobor megjelenését a brazíliai Rio de Janeiro városában található ugyancsak nagy méretű alkotásra, a Megváltó Krisztus szobrára alapozták. A műalkotás fejét, kezét és palástját egy körülbelül 20 méter magas fémvázra helyezték rá. A szobor a tárt karú Jézus Krisztust ábrázolja. A hat emeletből felépülő galvanizált fémszerkezet egy majdnem 400 köbméteres, mintegy két méter magas masszív betontalapzaton helyezkedik el. A műalkotás teljes magassága eléri a 22 métert, ezzel Kelet-Európa legmagasabb Krisztus-ábrázolásának számít.
A szobor legfőbb alapanyaga a rozsdamentes acél. Krisztus törzse cinkkel ötvözött vasból készült, míg palástja, feje és kezei inoxszal bevont fémből épültek meg. Építési anyagának jellege miatt nem korrodálódik, ennek köszönhetően újítás nélkül is hosszú ideig megmarad eredeti állapotában. A szobor kilátóként is funkcionál; az alkotás testében csigalépcsősor kapott helyet, amelynek segítségével fel lehet jutni a szobor fejrészébe, ahonnan széles panoráma nyílik a környező tájra. Egyes vélemények szerint szép időjárás esetén a Fogarasi-havasokig is ellátni.

## Fogadtatása
A mű számos kritikában részesült elsősorban óriási méreteinek, valamint megjelenésének következtében. A szobor már a tervek elkészülte után megosztotta a közvéleményt, nagy port kavart a helyiek és a sajtó körében is. A Jézus-ábrázolás megépítése ellenzőinek egy része esztétikai szempontból elfogadhatatlannak és hivalkodónak, vagy egyszerűen giccsnek tartja az építményt. Mások szerint már a szobor anyaga és rendeltetése sem elfogadható; szerintük a fémből készült szobor teljesen idegen a székely hagyományoktól és a táj összképétől, úgy vélik, hogy inkább a kő vagy a fa lett volna a megfelelő alapanyag. Ugyanakkor tiszteletlenségnek találják, hogy a vallási témájú szobor feje kilátóként is működik. Hegedűs Enikő művészettörténész így jellemezte a szobrot: „A tervezett kilátó nemcsak koncepcióként, de művészi megfogalmazásként is gyenge utánzat, giccses alkotás, amely anyagában, méreteiben és formai tekintetben is sok kívánnivalót hagy maga után.” A megépítést ellenzők legtöbbször a pléh-Krisztus gúnynévvel illetik a szobrot.
Számos ember véleménye részben vagy teljesen eltér a negatív értékeléstől, számos ember számára igazi vallási élményt jelent az alkotás. A legtöbb támogató a kilátó turisztikai vonzerejével érvel, egyesek a katolikus székelység vallási jelképének is tekintik. Sokak szerint a kilátó egy idő elteltével a környék jelképének fog számítani. Albert Mátyás farkaslaki polgármester szerint a helyiek mintegy 80 százaléka szerint helyes döntés volt az alkotás elkészítése és megépítése. A polgármester így válaszolt a kritikák érveire: „A tájkép nem a szobor révén fog elcsúnyulni. Véleményem szerint azon szakmabeliek, akik ellenezték a tervet, csak irigységből tették ezt. A párizsi Eiffel-torony építése idején számtalan ellenzője volt, míg mára a város jelképévé vált”.